# Brié-et-Angonnes
Brié-et-Angonnes est une commune française située dans le département de l'Isère en région Auvergne-Rhône-Alpes.
Ses habitants sont dénommés les Briataux

## Géographie

### Situation et description

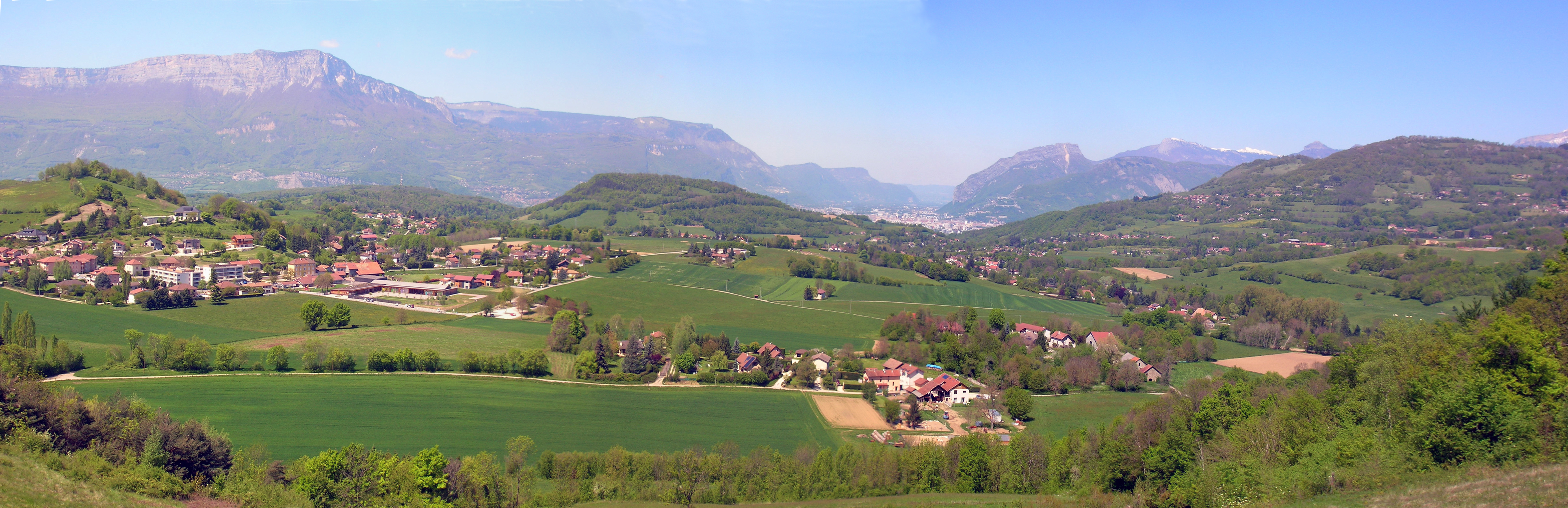
Le plateau d'Herbeys et de Brié-et-Angonnes vu depuis les Crêtes d'Herbeys.

Située sur un plateau, à une dizaine de kilomètres au sud-est de Grenoble, la commune fait partie de l'aire urbaine de Grenoble et d'intercommunalité de Grenoble-Alpes Métropole. La commune se compose de plusieurs hameaux, dont les trois principaux sont Brié, Angonnes et Tavernolles.

### Communes limitrophes
| Eybens  | Poisat              | Herbeys            |
| Bresson | Brié-et-Angonnes    | Vaulnaveys-le-Haut |
| Jarrie  | Vizille Montchaboud | Vaulnaveys-le-Bas  |

### Climat
Pour des articles plus généraux, voir Climat d'Auvergne-Rhône-Alpes et Climat de l'Isère.
En 2010, le climat de la commune est de type climat des marges montargnardes, selon une étude du Centre national de la recherche scientifique s'appuyant sur une série de données couvrant la période 1971-2000. En 2020, Météo-France publie une typologie des climats de la France métropolitaine dans laquelle la commune est exposée à un climat de montagne ou de marges de montagne et est dans la région climatique  Alpes du nord, caractérisée par une pluviométrie annuelle de 1 200 à 1 500 mm, irrégulièrement répartie en été. 
Pour la période 1971-2000, la température annuelle moyenne est de 10,8 °C, avec une amplitude thermique annuelle de 18,8 °C. Le cumul annuel moyen de précipitations est de 1 056 mm, avec 9,4 jours de précipitations en janvier et 6,5 jours en juillet. Pour la période 1991-2020, la température moyenne annuelle observée sur la station météorologique de Météo-France la plus proche, « Chamrousse », sur la commune de Chamrousse à 7 km à vol d'oiseau, est de 5,8 °C et le cumul annuel moyen de précipitations est de 1 219,3 mm,. Pour l'avenir, les paramètres climatiques de la commune estimés pour 2050 selon différents scénarios d'émission de gaz à effet de serre sont consultables sur un site dédié publié par Météo-France en novembre 2022.

### Voies de communication et transport
Le territoire communal est traversé par la RD5, portion de la Route Napoléon dans sa partie située entre Vizille et Grenoble.
La commune est desservie par deux lignes de bus Flexo des Transports de l'agglomération grenobloise : la ligne 65, qui relie Grenoble à Vizille par Tavernolles et Brié, et la ligne 67, qui relie Grenoble à Herbeys via Tavernolles et Angonnes.

## Urbanisme

### Typologie
Au 1er janvier 2024, Brié-et-Angonnes est catégorisée ceinture urbaine, selon la nouvelle grille communale de densité à sept niveaux définie par l'Insee en 2022.
Elle appartient à l'unité urbaine de Brié-et-Angonnes, une agglomération intra-départementale regroupant deux  communes, dont elle est ville-centre,,. Par ailleurs la commune fait partie de l'aire d'attraction de Grenoble, dont elle est une commune de la couronne,. Cette aire, qui regroupe 204 communes, est catégorisée dans les aires de 700 000 habitants ou plus (hors Paris),.

### Occupation des sols
L'occupation des sols de la commune, telle qu'elle ressort de la base de données européenne d’occupation biophysique des sols Corine Land Cover (CLC), est marquée par l'importance des territoires agricoles (70,2 % en 2018), en diminution par rapport à 1990 (78,3 %). La répartition détaillée en 2018 est la suivante : 
prairies (37 %), zones agricoles hétérogènes (33,2 %), zones urbanisées (18,3 %), forêts (11,6 %). L'évolution de l’occupation des sols de la commune et de ses infrastructures peut être observée sur les différentes représentations cartographiques du territoire : la carte de Cassini (XVIIIe siècle), la carte d'état-major (1820-1866) et les cartes ou photos aériennes de l'IGN pour la période actuelle (1950 à aujourd'hui).

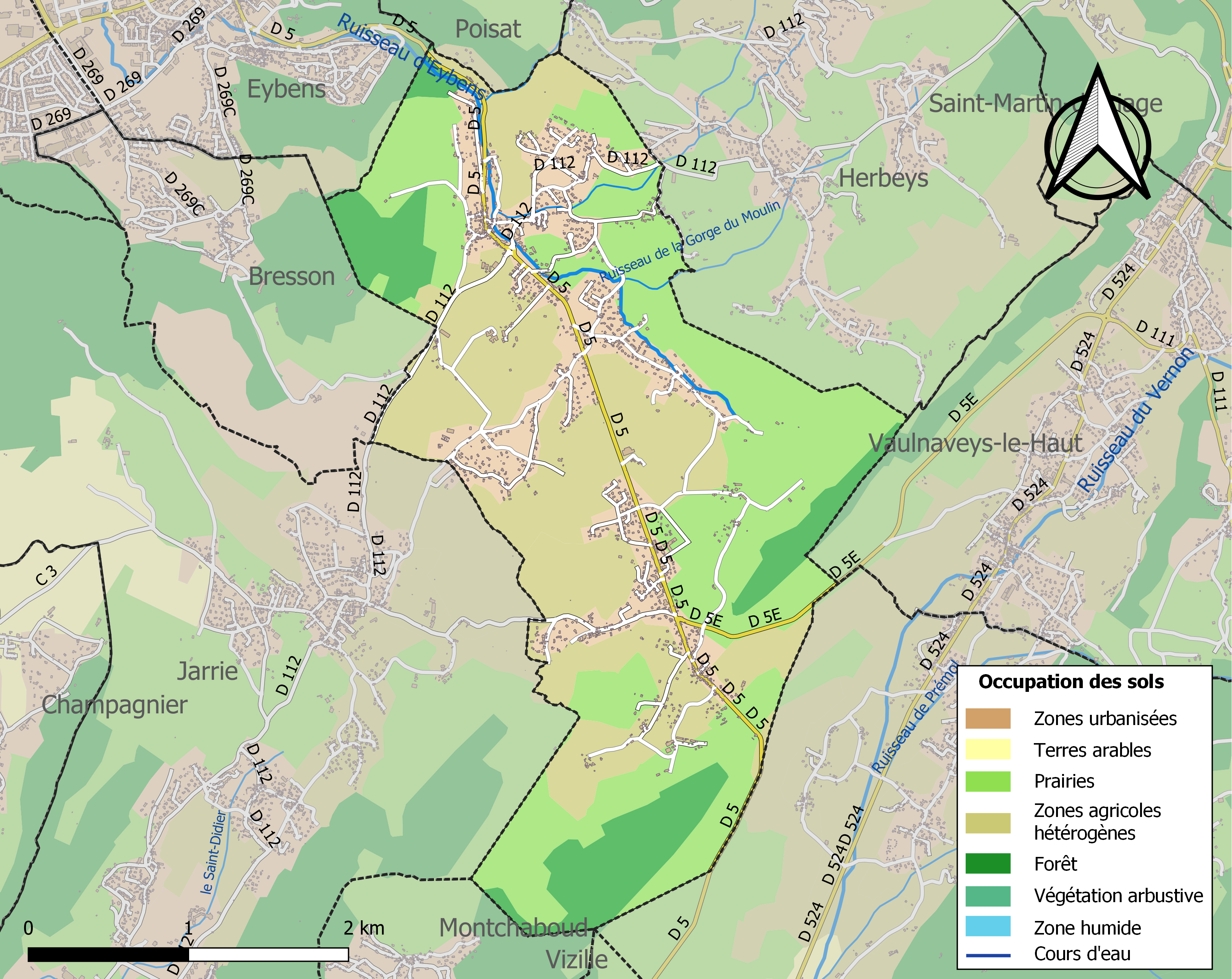
Carte des infrastructures et de l'occupation des sols de la commune en 2018 (CLC).

### Risques naturels et technologiques

#### Risques sismiques
L'ensemble du territoire de Brié-et-Angonnes est situé en zone de sismicité n°4 (sur une échelle de 1 à 5), comme l'ensemble du territoire de l'agglomération grenobloise.
| Type de zone | Niveau            | Définitions (bâtiment à risque normal) |
| ------------ | ----------------- | -------------------------------------- |
| Zone 4       | Sismicité moyenne | accélération = 1,6 m/s2                |

### Quartiers, hameaux et lieux-dits
- Angonnes
- Tavernolles
- Haut-Brié
- Brié-Bas
- Mont Rolland
- Souveyron

Longtemps partagé entre Poisat et Brié-et-Angonnes, le hameau de Tavernolles est entièrement rattaché à cette dernière commune par décret du 27 octobre 1972, représentant un accroissement de 121 hectares et de 139 habitants.
Le hameau de Mont Rolland, dépendant jusqu'alors de la commune de Jarrie, est rattaché à Brié-et-Angonnes par arrêté du 28 février 1963.

## Toponyme
Brié signifie forteresse en gaulois (« Brig »), tandis que les Angonnes vient du latin « dans les courbes », probablement à indiquer les virages d'une ancienne voie.

## Histoire

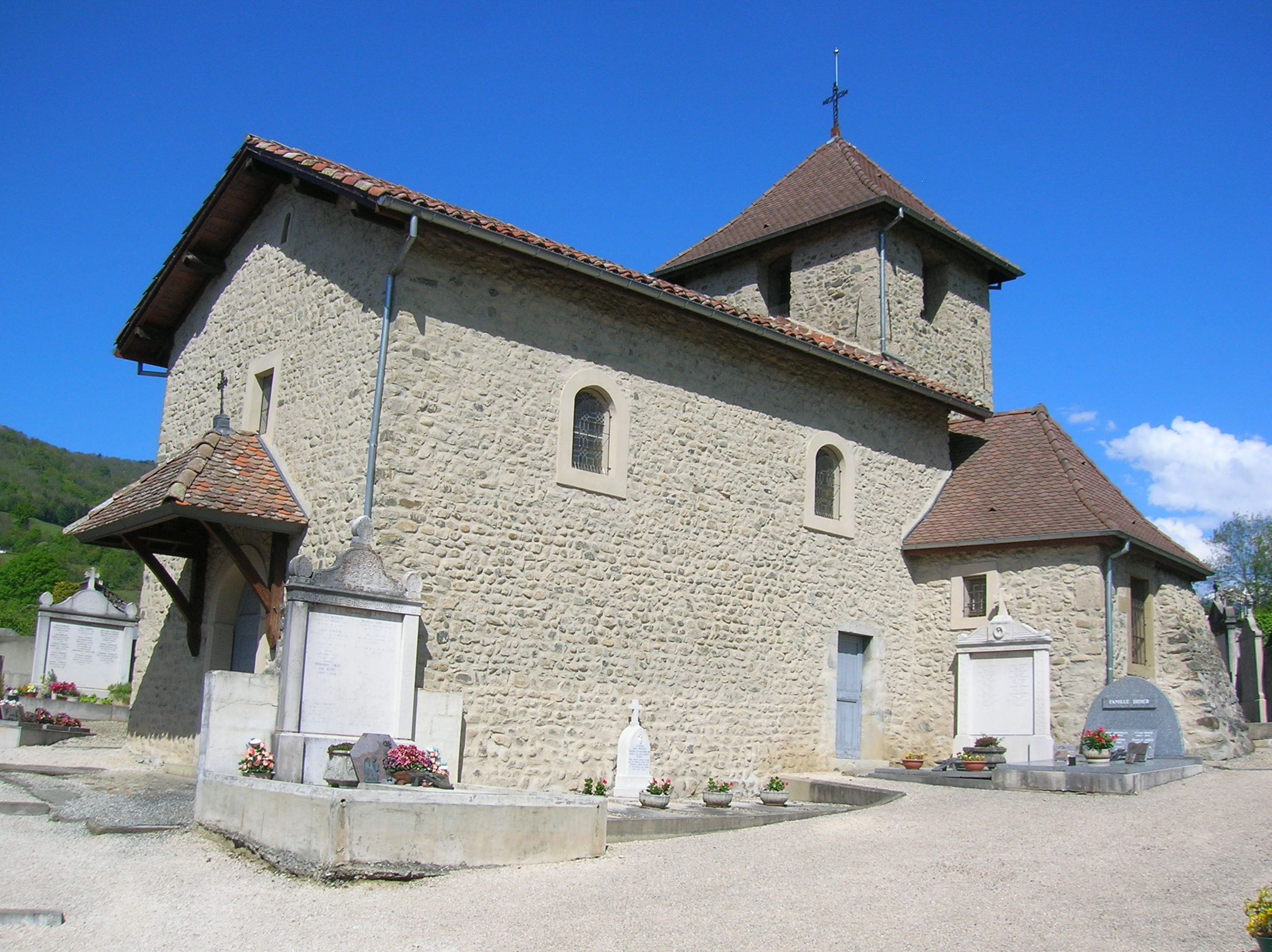
La chapelle des Angonnes.

### Antiquité  et Moyen Âge
Brié-et-Angonnes se trouve sur la route commerciale alpine depuis l'antiquité, route qui deviendra ensuite voie romaine.
Deux bracelets en bronze provenant d'une tombe des VIe et Ve siècles av. J.-C. marquent la voie du col du Lautaret entre Grenoble et Vizille. Une tombe de l'âge du Fer a été découverte à Brié, tandis qu'un lieu-dit Briançon ou de Brigantio (oppidum en langue gauloise) est cité mais pas localisable,.
Une maison forte est présente à Brié en 1339. Elle est déjà associée aux Angonnes, qui représente l’une des sept mistralies du mandement de Vizille. 

Aux Angonnes est bâtie la chapelle Saint-Hyppolite au début du XIIe siècle.

### Époque moderne et contemporaine
Au cours des XVIe siècle et XVIIe siècle, les hameaux du plateau sont secoués par les guerres de religion entre catholiques et protestants qui ensanglantèrent la France. La bataille de Jarrie, qui a eu lieu sur le plateau d'Herbeys, Brié et Haute-Jarrie le 19 août 1587, fut une des plus meurtrières pour la région grenobloise, avec 1 500 morts, presque tous suisses. Le lieu-dit « champ des Suisses » aux Angonnes, entre l'oratoire et l'ancien presbytère au-dessous de la chapelle des Angonnes, rappelle le lieu où furent recueillis les corps des combattants.

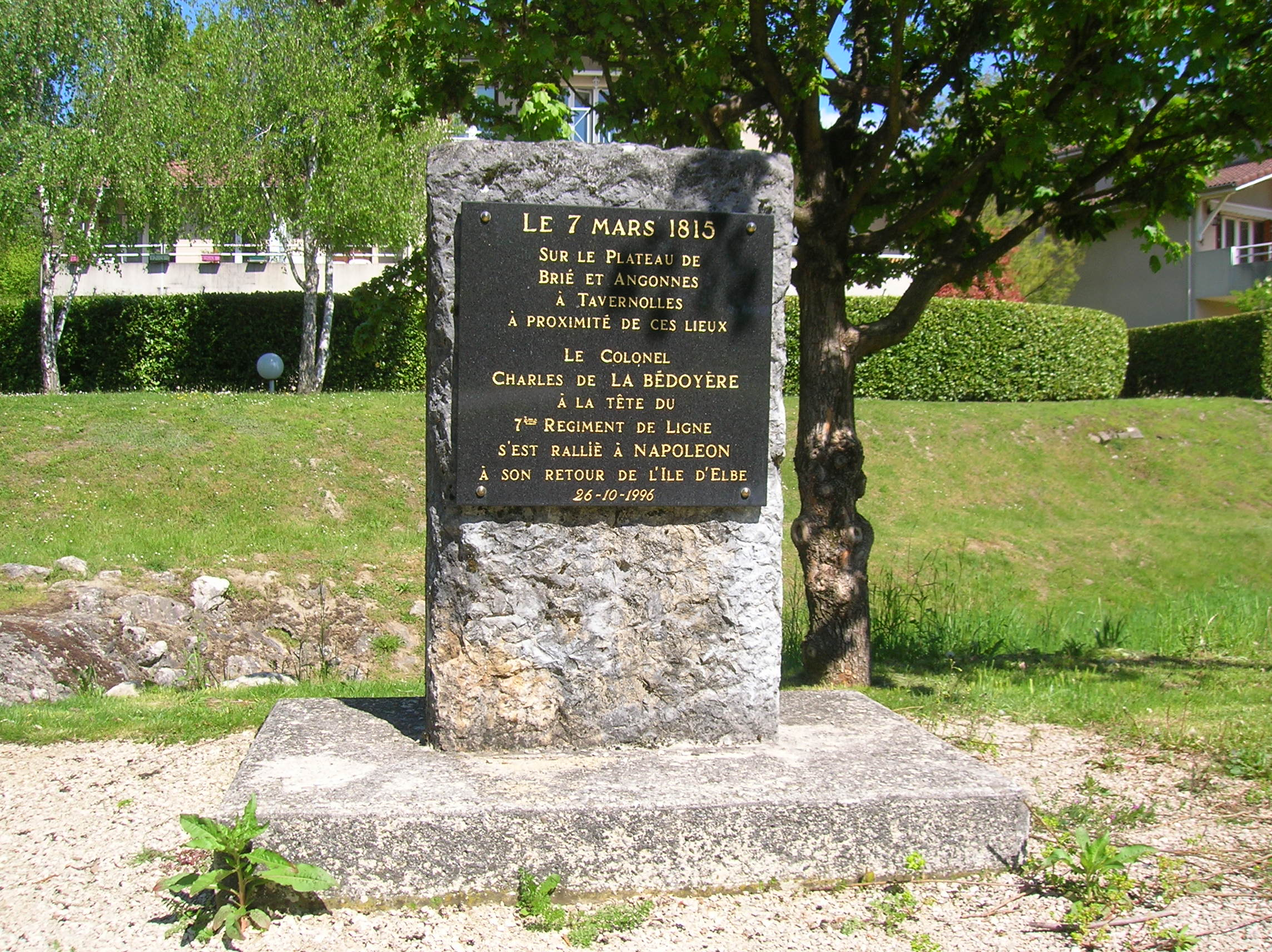
Le mémorial au rond-point de Tavernolles.

À l'époque révolutionnaire, les paroisses sont supprimées, l'église Saint-Hyppolite devient une chapelle, et naît la commune de Brié-et-Angonnes.
Le 7 mars 1815, Napoléon Ier dans son retour de l'île d'Elbe, rencontre à la hauteur du château de l’Enclos de Tavernolles  le 7e régiment d'infanterie commandé par le colonel de La Bédoyère. Envoyé par le général Marchand afin de stopper le retour de Napoléon, La Bédoyère qui a prémédité son coup depuis son départ de Grenoble, se rallie à l'Empereur. Napoléon arrive le soir à la porte de Bonne à Grenoble après une halte à l'auberge Ravanat d'Eybens.
En 1996, une plaque est inaugurée au rond-point de Tavernolles afin de rappeler que cette rencontre était le dernier obstacle au retour politique de Napoléon.
De 1875 à 1879, à l'actuelle limite communale entre Brié-et-Angonnes et Bresson, fut bâti le fort de Montavie, en protection de la route Napoléon, du plateau de Champagnier et des collines de Montchaboud. Il est l'un des sept forts constituant la ceinture fortifiée de Grenoble chargé de surveiller le carrefour des vallées alpines de Grenoble, entre le fort des Quatre Seigneurs et le fort de Comboire.
Le 29 novembre 1942, quand l'armée nazie occupa la zone libre, le commandant Albert de Seguin de Reyniès dissout le 6e Bataillon de chasseurs alpins, à la hauteur de l'école du Barlatier, où se trouve aujourd'hui un mémorial : il s'agit du « premier acte de la résistance armée dans le Vercors et le Grésivaudan ».

## Politique et administration

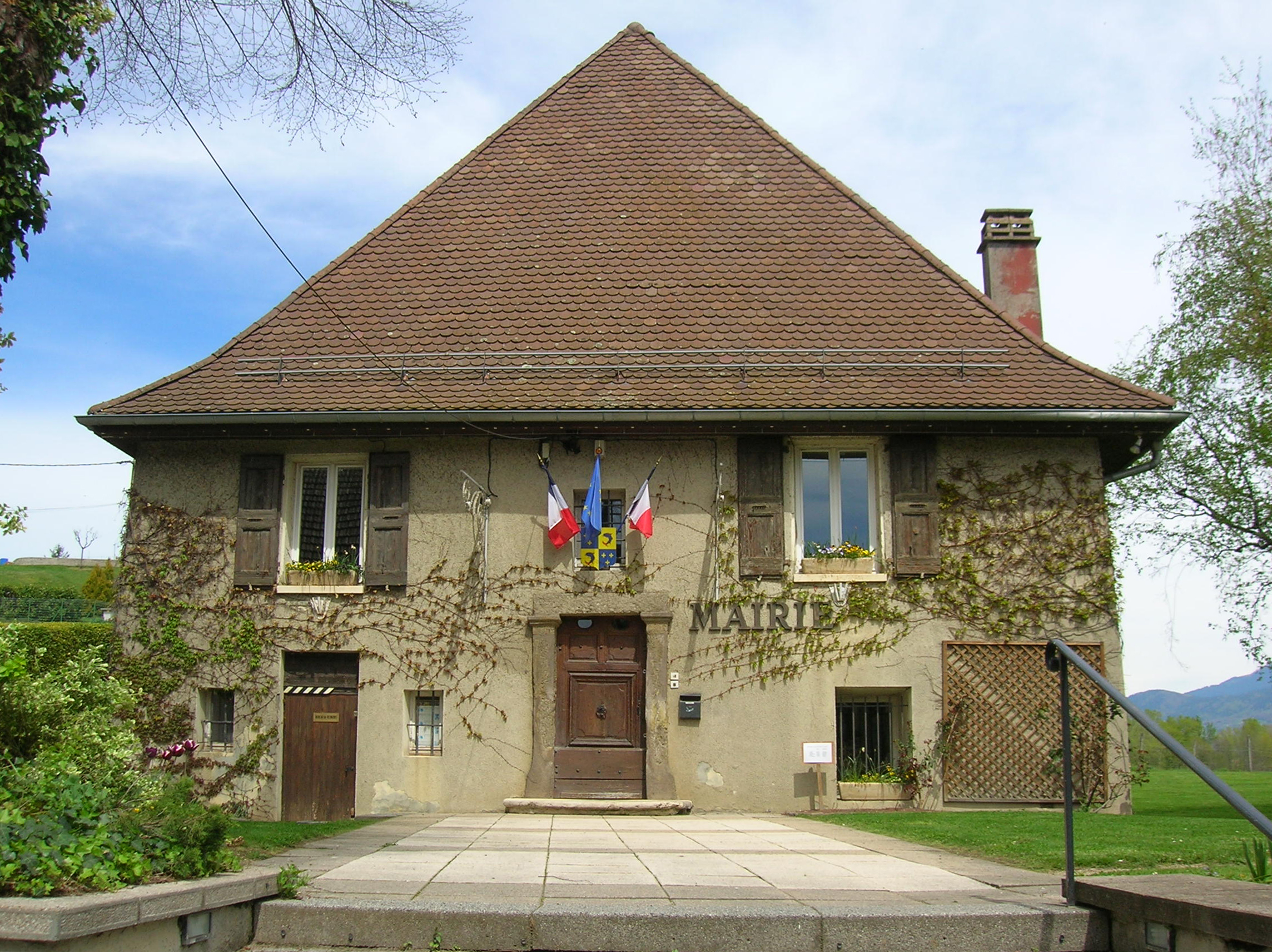
La mairie, à Brié.

### Liste des maires
| Période                                  | Période   | Identité            | Étiquette    | Qualité                                             |
| ---------------------------------------- | --------- | ------------------- | ------------ | --------------------------------------------------- |
| 1944                                     | 1965      | Antonin Martinet    | DVG          | Conseiller général du canton de Vizille (1964-1970) |
| 1965                                     | 1971      | Alfred Monnier      |              |                                                     |
| 1971                                     | 1987      | Jean-Louis Sabatier |              |                                                     |
| 1987                                     | mars 2001 | Paul Berthoin       |              |                                                     |
| mars 2001                                | mars 2008 | Jean-Claude Ogier   |              |                                                     |
| mars 2008                                | mars 2014 | Robert Meyer        |              |                                                     |
| mars 2014                                | mai 2020  | Bernard Charvet     | SE           | Retraité                                            |
| mai 2020                                 | En cours  | Claude Soullier     | UMP puis DVD |                                                     |
| Les données manquantes sont à compléter. |           |                     |              |                                                     |

## Population et société

### Démographie
L'évolution du nombre d'habitants est connue à travers les recensements de la population effectués dans la commune depuis 1793. Pour les communes de moins de 10 000 habitants, une enquête de recensement portant sur toute la population est réalisée tous les cinq ans, les populations de référence des années intermédiaires étant quant à elles estimées par interpolation ou extrapolation. Pour la commune, le premier recensement exhaustif entrant dans le cadre du nouveau dispositif a été réalisé en 2006.

En 2022, la commune comptait 2 509 habitants, en évolution de −1,72 % par rapport à 2016 (Isère : +3,07 %, France hors Mayotte : +2,11 %).
| 1793 | 1800 | 1806 | 1821 | 1831 | 1836 | 1841 | 1846 | 1851 |
| ---- | ---- | ---- | ---- | ---- | ---- | ---- | ---- | ---- |
| 508  | 535  | 553  | 624  | 650  | 663  | 642  | 655  | 606  |

| 1856 | 1861 | 1866 | 1872 | 1876 | 1881 | 1886 | 1891 | 1896 |
| ---- | ---- | ---- | ---- | ---- | ---- | ---- | ---- | ---- |
| 568  | 614  | 563  | 575  | 619  | 569  | 546  | 524  | 571  |

| 1901 | 1906 | 1911 | 1921 | 1926 | 1931 | 1936 | 1946 | 1954 |
| ---- | ---- | ---- | ---- | ---- | ---- | ---- | ---- | ---- |
| 539  | 514  | 447  | 372  | 381  | 403  | 391  | 381  | 441  |

| 1962 | 1968 | 1975  | 1982  | 1990  | 1999  | 2006  | 2011  | 2016  |
| ---- | ---- | ----- | ----- | ----- | ----- | ----- | ----- | ----- |
| 467  | 666  | 1 511 | 1 617 | 1 619 | 1 833 | 2 267 | 2 452 | 2 553 |

| 2021  | 2022  | - | - | - | - | - | - | - |
| ----- | ----- | - | - | - | - | - | - | - |
| 2 521 | 2 509 | - | - | - | - | - | - | - |

### Enseignement
La commune est rattachée à l'académie de Grenoble.

### Médias
Historiquement, le quotidien à grand tirage régional Le Dauphiné libéré consacre de façon régulière dans son édition de Grenoble et du sud-Isère, un ou plusieurs articles à l'actualité de la commune, de l'agglomération, ainsi que des informations sur les éventuelles manifestations, les travaux routiers, et autres événements divers à caractère local.

### Cultes
La communauté catholique et l'église paroissiale (propriété de la commune) dépendent de la paroisse Saint Jean de la Croix, elle-même rattachée au diocèse de Grenoble.

## Culture et patrimoines

### Monuments religieux

#### Église Saints-Pierre-et-Paul

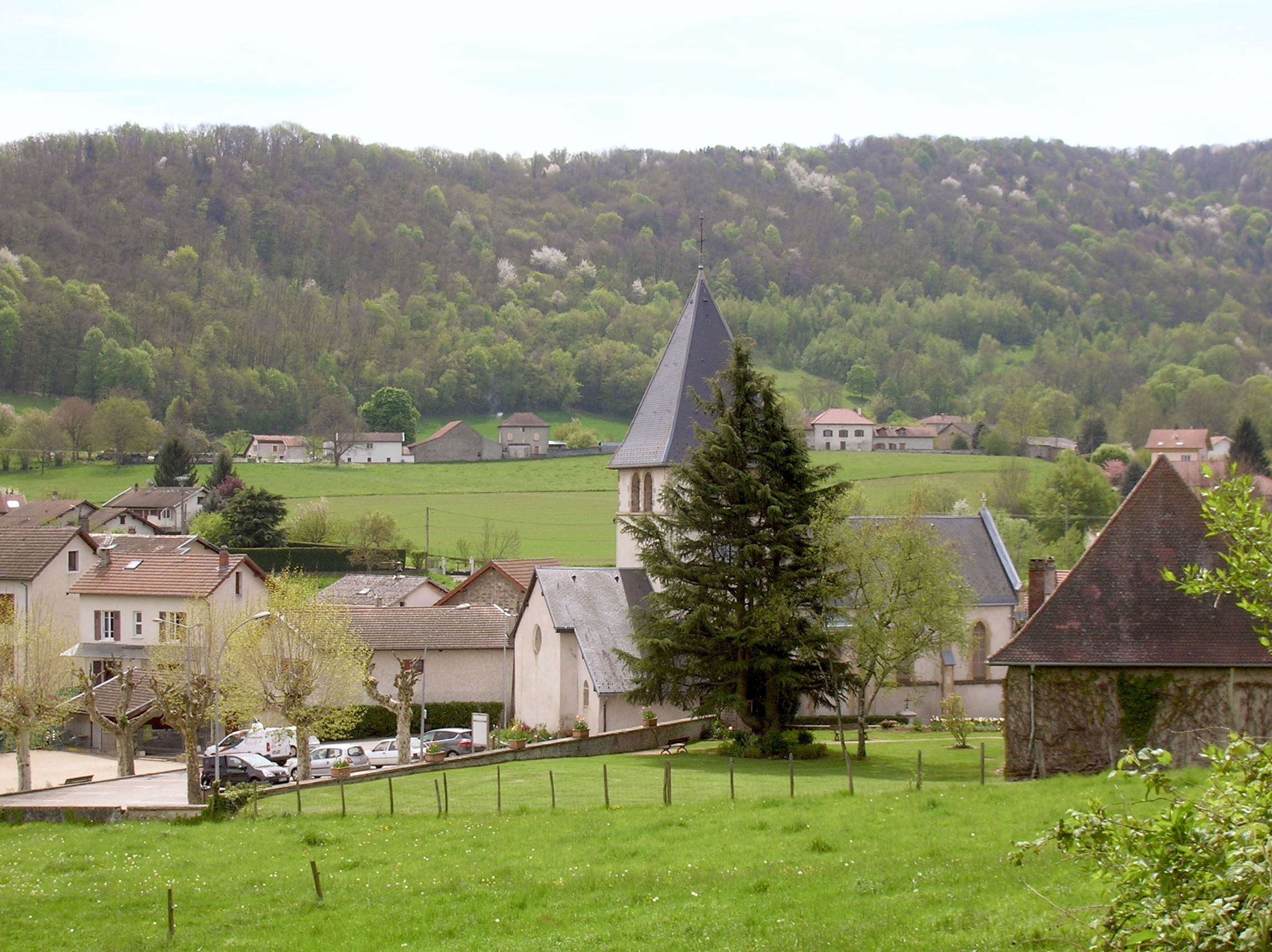
L'église Saints-Pierre-et-Paul.

L'église Saints-Pierre-et-Paul de Brié, fondée en 432 après-Christ, est considérée une des plus anciennes églises de l'Isère. Les Chartreux, dont le 9e prieur général, Guigues, naquit à Brié, laissèrent leurs empreintes : les absides et le chœur. La nef actuelle, rénovée, date du XIXe siècle.

#### Chapelle des Angonnes
La chapelle des Angonnes, dédiée à saint Hippolyte est une église médiévale qui fut la paroisse des Angonnes en 1339, labellisée Patrimoine en Isère en 2008. Elle conserve un maître-autel retable, un autel baroque rural unique dans son genre en Isère, des toiles peintes conservées dans la nef, dont notamment il faut citer une copie de la Pietà d'Annibale Carracci, une Crucifixion peinte par Paul Dorival (1604 - 1684) en 1663 environ qui a été classée Monument Historique. Au titre des objets classés appartient aussi un reliquaire en bois doré, datant du XVIIIe siècle, qui contient certaines reliques de saint François de Sales et de sainte Jeanne de Chantal.

### Monuments civils
- le manoir de l'Enclos, entre Brié et Tavernolles, se trouve à 600 m à Sud de Tavernolles. Il s'agit de l'ancienne maison de campagne de Pierre-Antoine de Chalvet, conseilleur au Parlement du Dauphiné[35],[36].
- le manoir des Bourins, à Brié, lié à une ancienne ferme des Bourrins, fut la demeure du docteur François Billerey. Il se trouve 500 m au Sud-Ouest du hameau des Angonnes[35],[37].
- le manoir des Angonnes, aux Angonnes, est marqué sur la carte de Cassini du XVIIIe siècle. Il peut être identifié soit dans le bâtiment du virage de la D112, au-dessus de l'église, soit dans le bâtiment au-dessous de l'église. Les deux présentent une tour circulaire et datent entre le début du XVIIe siècle et la fin du XVIIIe siècle[35]
- le domaine Hache, aux Rivaux, devint propriété de la famille d'ébénistes Hache en 1747[35],[38]
- le moulin coopératif ou Moulin Neuf, à Tavernolles, démarra son activité en 1909 ; il fut renouvelé en 1936 ; aujourd'hui il appartient à Grenoble-Alpes Métropole[35],[39].
- les deux pavillons des Lombards, aux Lombards, à l'ouest de la commune[35],[36]
- la maison de Claude Bailly, aux Métraux

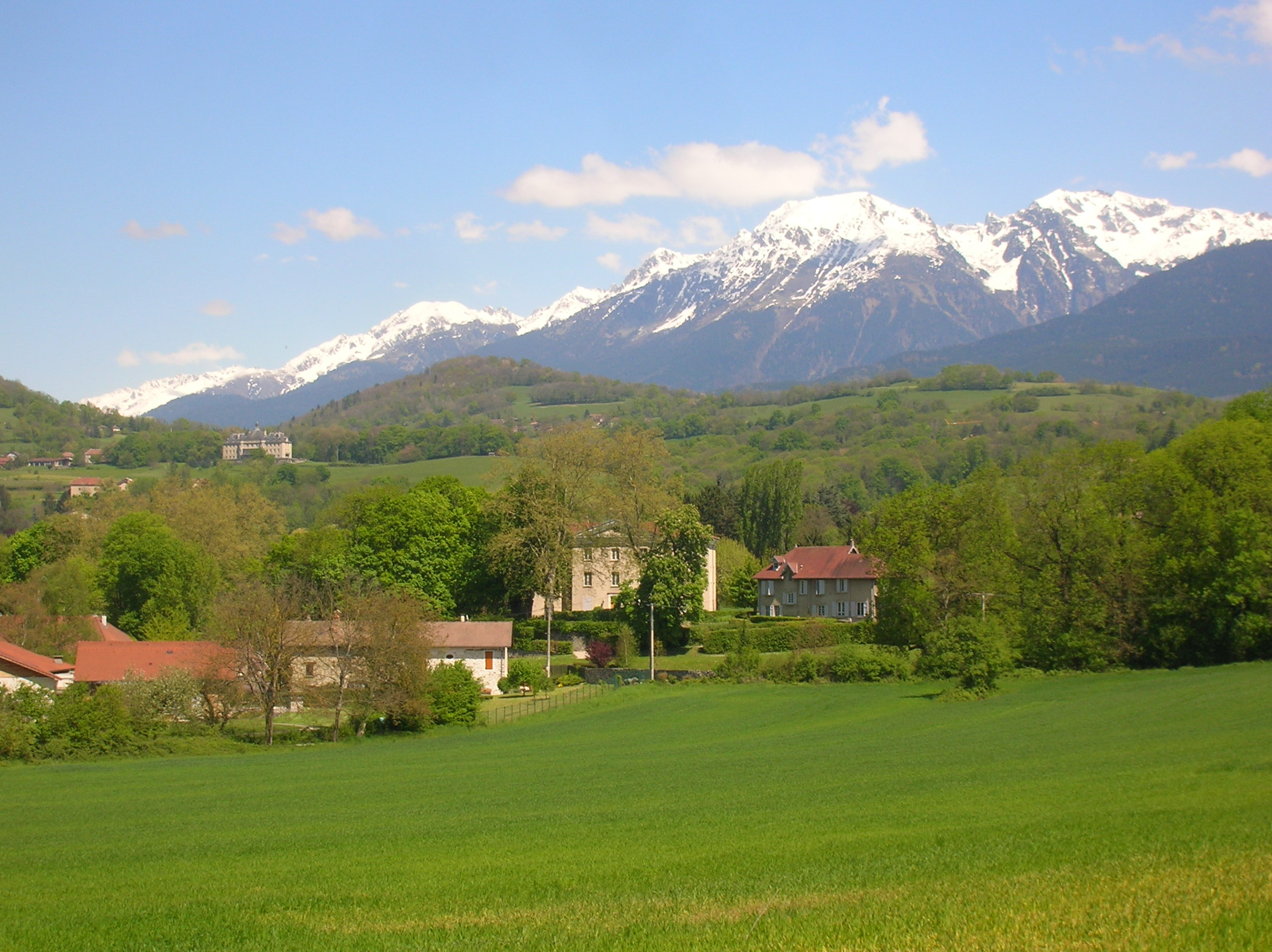
Le Manoir de l'Enclos.
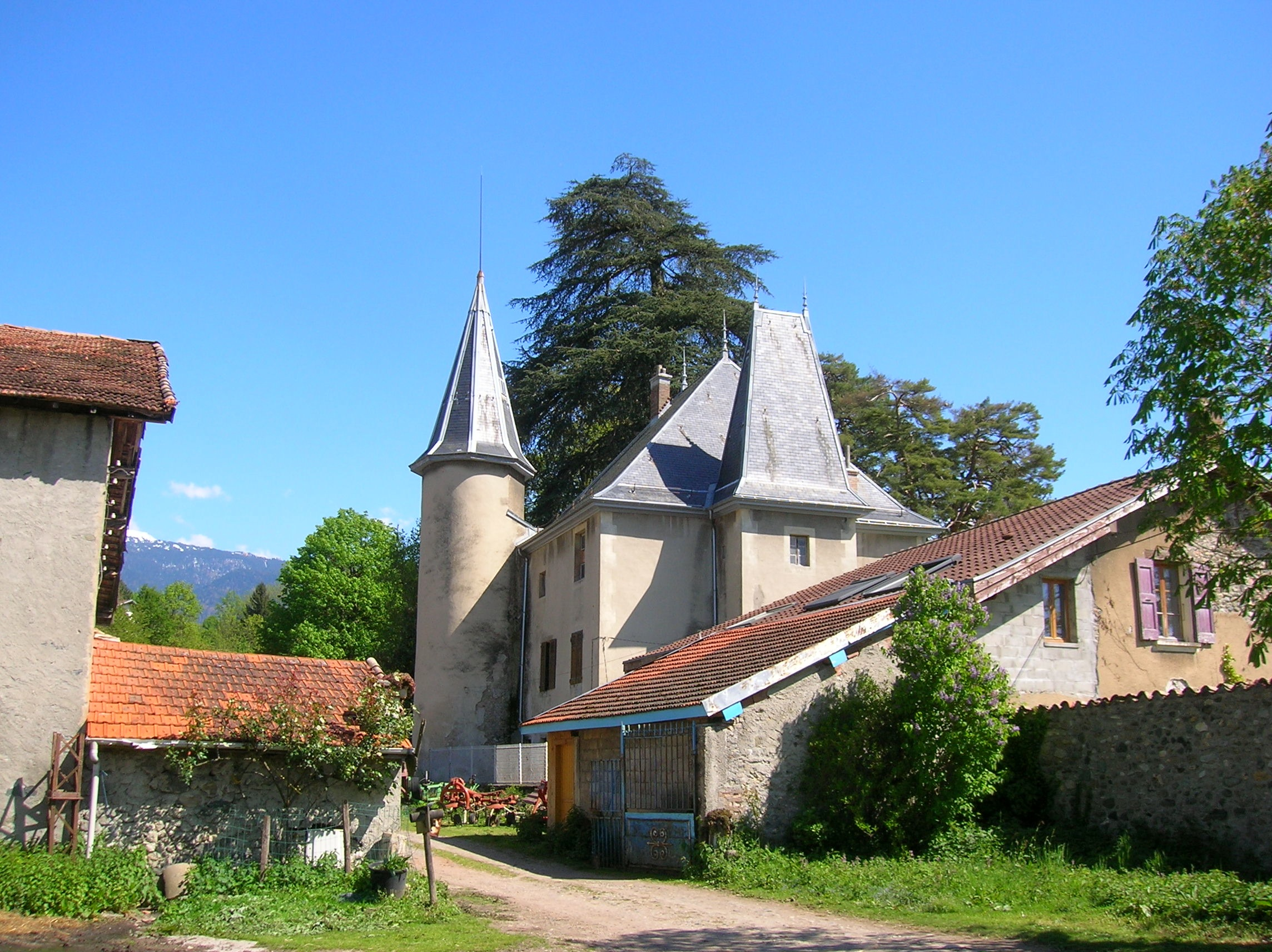
Le manoir des Bourins.
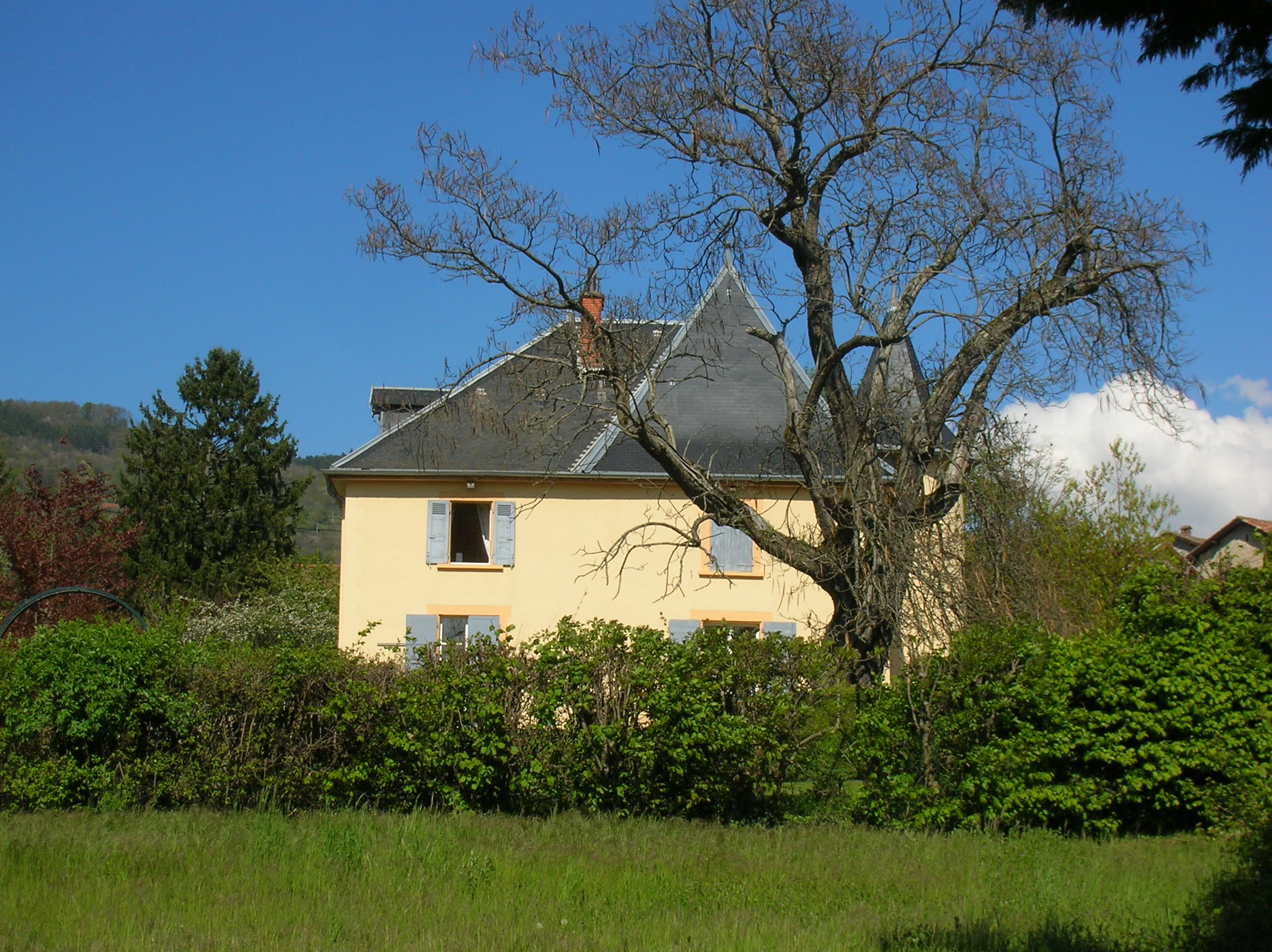
Manoir des Angonnes (deuxième hypothèse).
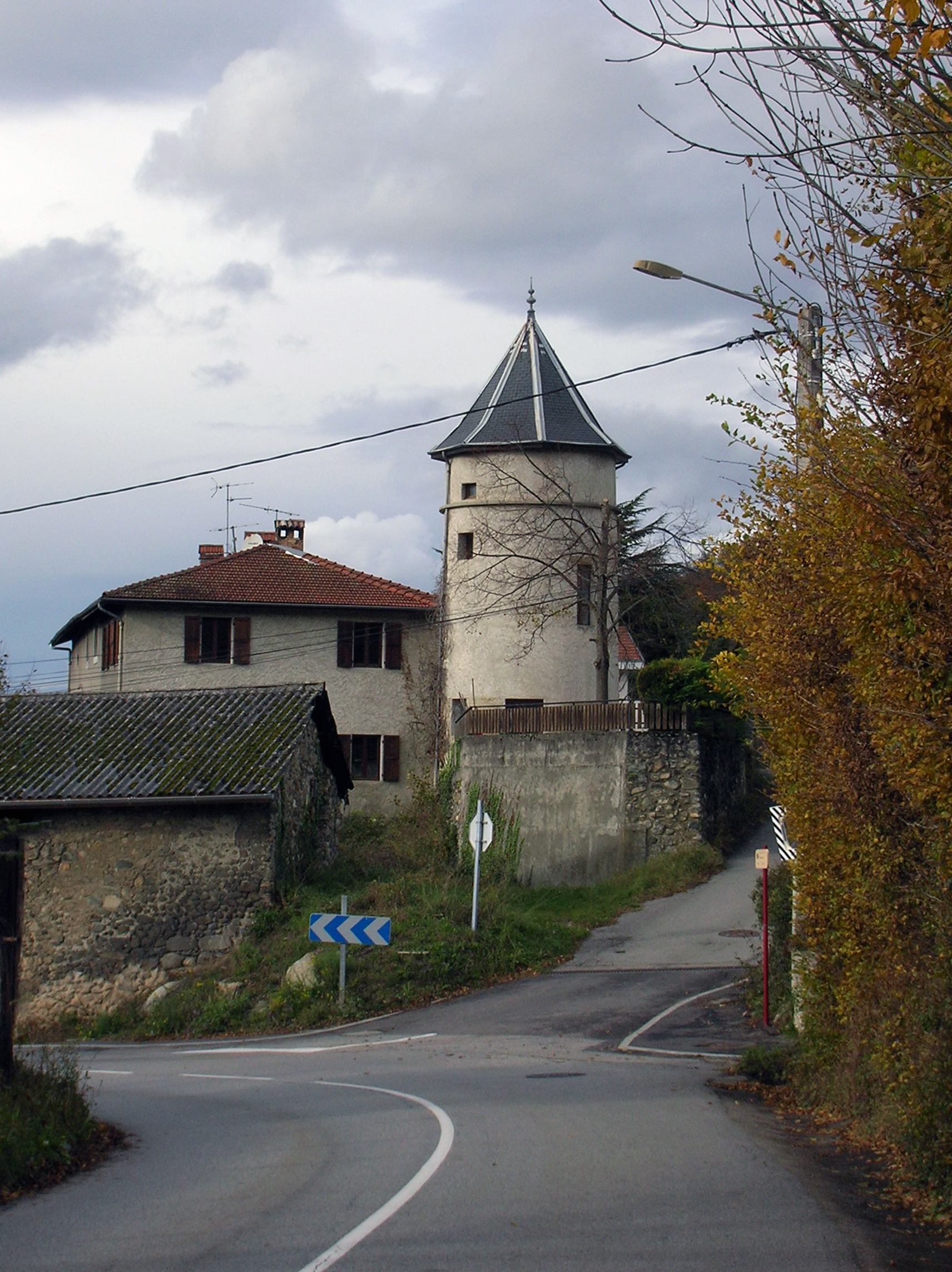
Manoir des Angonnes (première hypothèse).

### Patrimoine militaire
- le fort de Montavie

### Patrimoine naturel
- l'étang des Longs, aux Longs, labellisé « petit site naturel », qui conserve une population de Triton crêté[40].

### Patrimoine culturel
- le musée du Moulin-Neuf[35].
- la bibliothèque municipale est située à Tavernolles.

### Personnalités

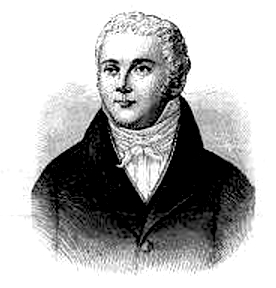
François Billerey (1775-1839).

- Jean-François Hache dit Hache l’Aîné : (1730 Brié et Angonnes – 1796), ébéniste de père en fils, seul à utiliser les loupes et les racines du noyer. Christophe André Hache ou Hache Bibi, frère de Jean-François lui succéda en 1781.
- Gaspard de Galbert de Rochenoire, seigneur des Angonnes, né en 1753, marin sous les ordres de l'amiral d'Estaing aux Amériques, puis député de la Guadeloupe aux États généraux, magistrat.
- Henry Bizot (1901-1990), financier français.
- le docteur François Billerey (1775-1839) poussa la création de plusieurs stations thermales en Dauphiné, notamment celle d'Uriage. Mort dans son château à Brié-et-Angonnes le 27 octobre 1839, il est enterré au cimetière des Angonnes, à côté de la chapelle.

### Héraldique
|  | Brié-et-Angonnes possède des armoiries dont l'origine et le blasonnement exact ne sont pas disponibles. |